# Струганица
Струганица е село в община Враня, Пчински окръг, Сърбия. Според преброяването от 2011 г. населението му е 13 жители.

## Демография
- 1948 – 148 жители
- 1953 – 154 жители
- 1961 – 121 жители
- 1971 – 92 жители
- 1981 – 61 жители
- 1991 – 43 жители
- 2002 – 21 жители
- 2011 – 13 жители

## Етнически състав
2002
- 100% сърби